# Dorian Gray (film 2009)
Dorian Gray – brytyjski dramat filmowy z 2009 w reżyserii Olivera Parkera. Film jest ekranizacją powieści Portret Doriana Graya (1891) Oscara Wilde’a.

## Fabuła
Dorian Gray (Ben Barnes), niezwykłej urody młodzieniec, przybywa do wiktoriańskiego Londynu. Tam poznaje artystę, Basila Harwarda (Ben Chaplin), który zafascynowany pięknem Graya postanawia namalować jego portret. Młodzieniec staje się bywalcem spotkań towarzyskiej śmietanki, gdzie poznaje lorda Wottona (Colin Firth), piewcę wyuzdania. Poglądy charyzmatycznego Wottona urzekają Doriana i powoli zaczynają zmieniać jego duszę. Gdy Dorian po raz pierwszy widzi swój portret, wypowiada pochopne życzenie: „oddałbym wszystko, by zachować młodość i urodę, jak te uchwycone na płótnie - nawet za cenę duszy”. Od tej pory życie Doriana ulega metamorfozie. Z niewinnego chłopca zmienia się w upadłego anioła. Mijają lata, podczas których Gray dopuszcza się zdrad i morderstw, lecz jego twarz wciąż pozostaje piękna. Sekret młodości Doriana tkwi w portrecie ukrytym przed wzrokiem innych ludzi.

## Obsada
- Ben Barnes jako Dorian Gray
- Colin Firth jako lord Henry Wotton
- Ben Chaplin jako Basil Harward
- Rebecca Hall jako Emily, córka Henry’ego
- Emilia Fox jako Victoria, lady Henry Wotton
- Rachel Hurd-Wood jako Sybil Vane
- Fiona Shaw jako Agatha
- Maryam d’Abo jako Gladys
- Pip Torrens jako Victor
- Douglas Henshall jako Alan Campbell
- Caroline Goodall jako lady Radley
- Michael Culkin jako lord Radley
- Johnny Harris jako James Vane